# مییکوواتس (نیش)
مییکوواتس (به صربی: Miljkovac) یک منطقهٔ مسکونی در صربستان است که در نیش واقع شده‌است.